# Béatrice Kahl

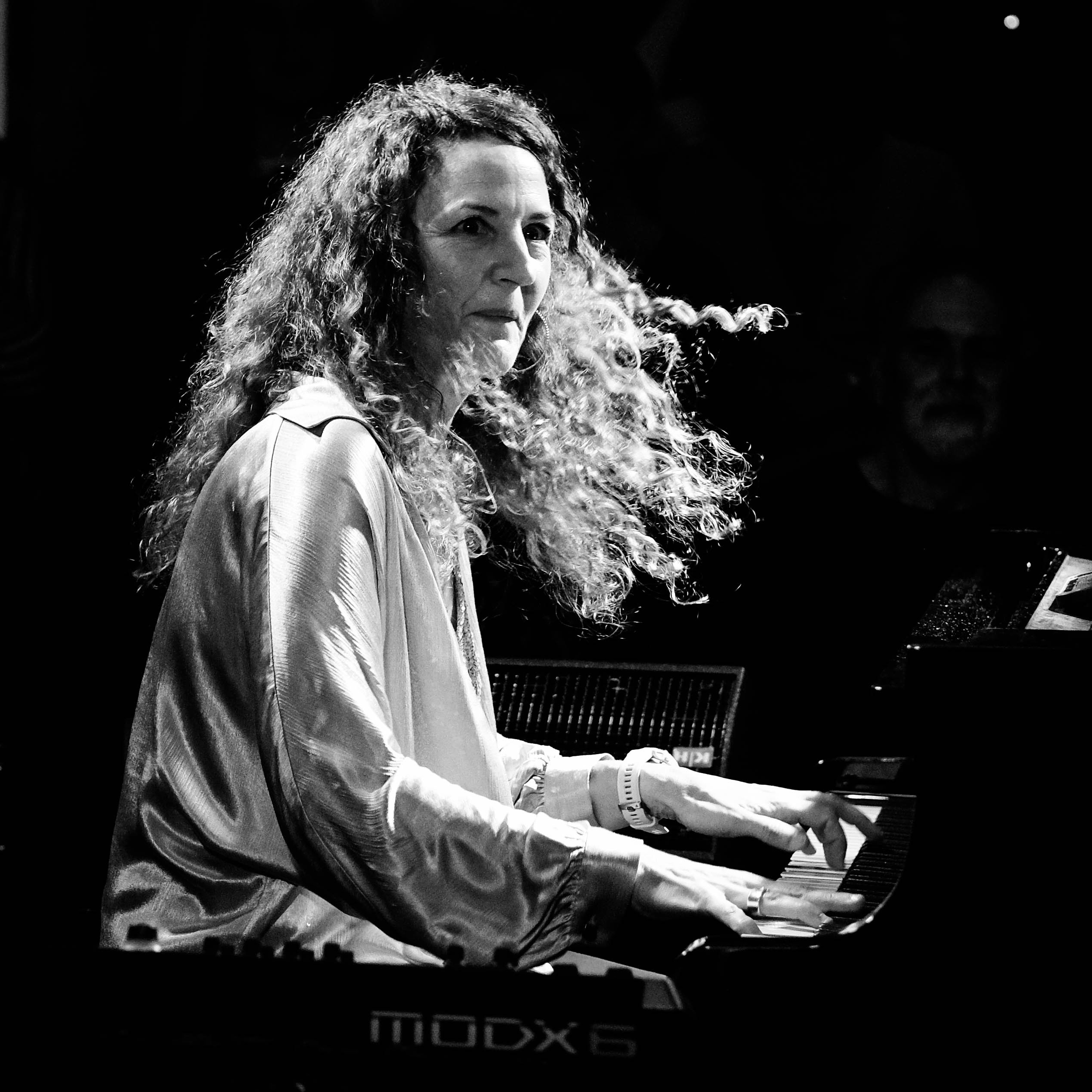
Béatrice Kahl im Jazzclub Hannover im Mai 2023

Béatrice Kahl (* 1972 in Hannover) ist eine deutsche Jazzpianistin, die auch Keyboards und Hammond-Orgel spielt.

## Leben und Wirken
Kahl stammt aus einer Musikerfamilie und ist als Zwölfjährige in der Combo ihres Vaters aufgetreten. Sie studierte an der Universität Hildesheim Kulturpädagogik mit dem Hauptfach Musik. Dann arbeitete sie im Kulturamt Celle und anschließend im Pressereferat des Niedersächsischen Staatstheaters. Seit 1999 ist sie als freiberufliche Musikerin tätig. 2001 gründete sie mit der Saxophonistin Gaby Schenke die Gruppe take2, die auch international auftritt. Kahl und Schenke interpretieren auf dem 2009 erschienenen Album 99 Jazzversionen von Songs der Neuen Deutschen Welle und sind 2007 und 2011 auch in französischen Clubs damit aufgetreten. Daneben spielt sie mit Hajo Hoffmann im Duo The Latin Jazz Club. Sie hat unter anderem mit der Thilo Wolf Big Band, Mitch Winehouse, Thomas Quasthoff, Max Mutzke, Joja Wendt, Charly Antolini, Tony Lakatos, Melva Houston, Nneka, John Davis, Jean-Louis Rassinfosse, Mola Adebisi, Daniel Messina, Nico Suave & DJ Sparc zusammengearbeitet. Beim Piano-Festival in Lucerne trat sie 2019 im Duo mit dem New Yorker Pianisten Emet Cohen auf. Für die Band von Thilo Wolf, wo sie auch als Organistin hervorgetreten ist, hat sie arrangiert. Mit ihrer eigenen Band b.groovy spielt sie groovig arrangierte Pop-Hits im neuen, jazzigen Gewand und folgte im März 2023 der Konzerteinladung zum NCPA Soulful Blues Festival nach Mumbai (Indien). Seit 2011 war sie bis zur Auflösung der Gruppe feste Pianistin der Münchner Formation String of Pearls und produziert mit der Schauspielerin Elke Wollman Liederabende wie „Hommage an Edith Piaf“, „Billie, Edith und Marlene“ oder „Tapetenwechel“ (Hilde Knef).
Ebenso wirkte sie mit bei den Musicalproduktionen Harry & Sally, Shoes with Wings, Godfather of Soul für die Landesbühne Hannover. Im Niedersächsischen Staatstheater spielte sie in der Revue Götter, Kekse, Philosophen. Als musikalische Assistenz des Nürnberger Staatstheaters studierte sie ein: Rocky Horror Picture Show, Das Leben der Bohème, Ewig Jung und Raumstation Sehnsucht.
Am Stadttheater Fürth war sie als Korrepetitorin und Orchester-Keyboarderin bei den Produktionen Love Me Gershwin und Bahn-Frei sowie Der Tunnel, Little Me (2019) und Swing Street (2020) tätig.

Seit 2016 hat sie verschiedene Lehraufträge für schulpraktisches Klavierspiel an der Universität Hildesheim (bis 2018), seitdem an der FAU Nürnberg/Fürth/Erlangen. Im April 2023 wurde sie zur „Künstlerin des Monats“ der europäischen Metropolregion ernannt.

## Diskographische Hinweise
- take2 so easy (2004)
- Gaby Schenkes 2nd Edit getting serious (2005)
- Thilo Wolf Big Band (2008)
- Béatrice Kahl und Gaby Schenke 99: NDW meets Jazz (2009)
- Britta Rex Traces of Life (2009)
- b.groovy (2011)
- Volker Heißmann+Thilo Wolf Big Band (2014)
- John Davis+Nürnberger Symphoniker (2014)
- Melva Houston (2016)
- Mitch Winehouse & Thilo Wolf Big Band (2021)